# Fantasistykker for piano
Fantasistykker for piano is een verzameling composities van Agathe Backer-Grøndahl. Deze derde verzameling voor piano solo verscheen bij Brødrene Hals Muziekuitgeverij (nr. 914) in voorjaar 1898. De componiste heeft Sommervise uit de reeks een aantal keren gespeeld tijdens een tournee met zangeres Dagmar Möller door Zweden en Noorwegen van 10 november  tot 30 november 1898
De vijf stukken zijn:
1. Ungdomssang in tranquillo in F-majeur in 9/8-maatsoort
2. Zephyr in allegretto in D-majeur in 2/4-maatsoort
3. Sommervise in andantino semplice in G-majeur in 6/8-maatsoort
4. Gyngende in allegretto in A-majeur in 4/4-maatsoort
5. Vals in molto con anima in F-majeur/f-mineur/F-majeur in 3/4-maatsoort

De bundel is opgedragen aan Inga Lunde födt Backer, oudste zuster van de componist.